# 永寧縣 (隆慶州)
永寧縣，洪武十二年（1379年）九月置永寧衛，永樂十二年（1414年）三月置永寧縣於衛城，屬北京行部隆慶州。永樂十八年（1420年）十一月罷北京行部，隆慶州改隸屬京師。隆慶元年（1567年）隆慶州改名延慶州。清朝順治十六年（1659年）七月裁撤永寧縣併入延慶州。